# 朝霞警察署

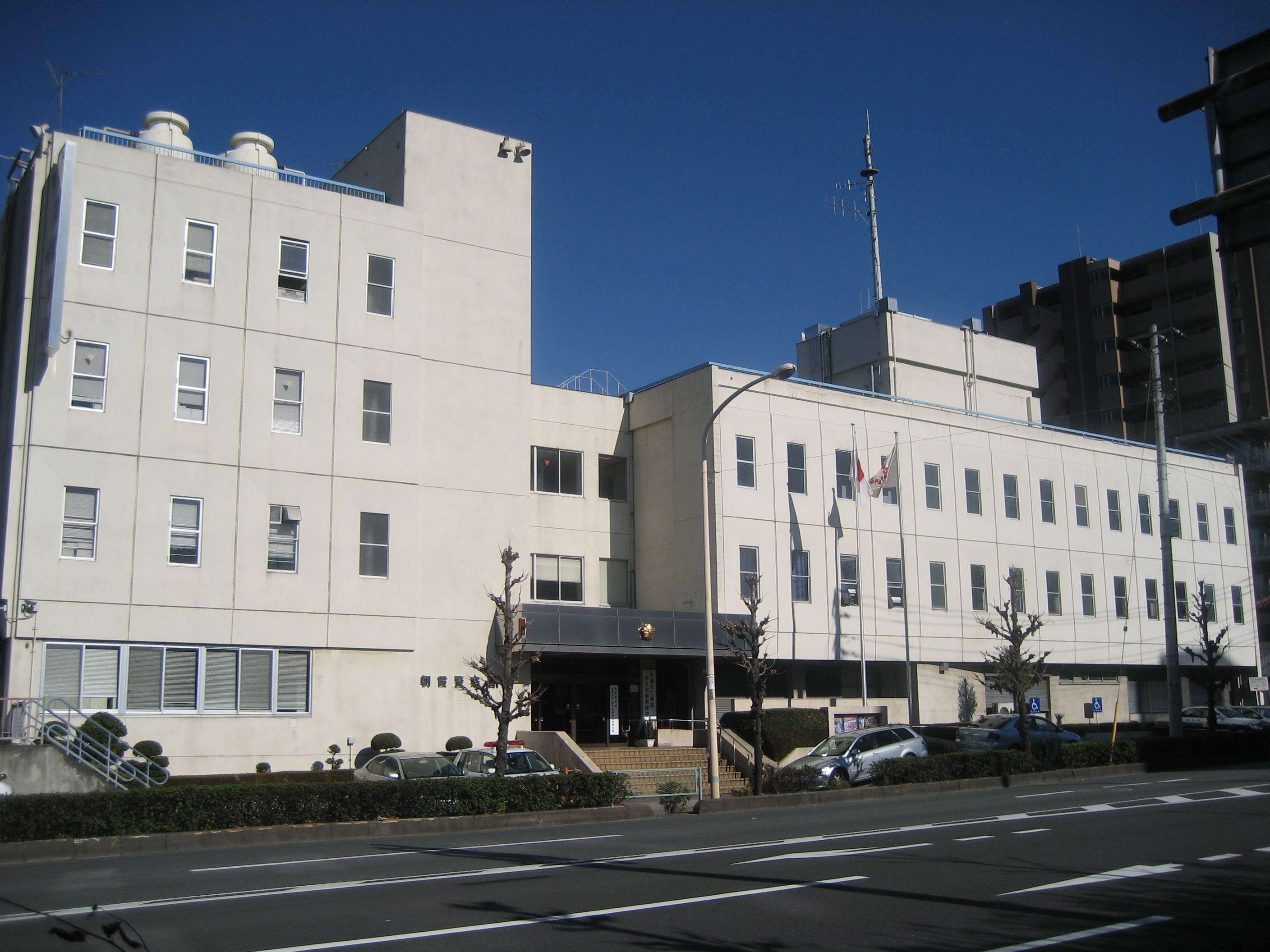
旧庁舎

朝霞警察署（あさかけいさつしょ）は、埼玉県朝霞市にある埼玉県警察が管轄する警察署。署長は警視。第2方面本部に所属する。
老朽化と狭隘化のため平成29年度（2017年）から庁舎移転・建替えが進められ、令和元年（2019年）8月19日より朝霞市栄町5丁目の新庁舎での業務を開始した。

## 所在地
- 埼玉県朝霞市栄町5丁目9番5号

## 管轄区域
- 朝霞市
- 志木市
- 和光市

## 管内の交番・駐在所
括弧内は所在地。

### 朝霞市
- 朝霞駅前交番（本町二丁目13番51号）
- 北朝霞駅前交番（浜崎一丁目1番27号）
- 花の木交番（田島二丁目16番1号）

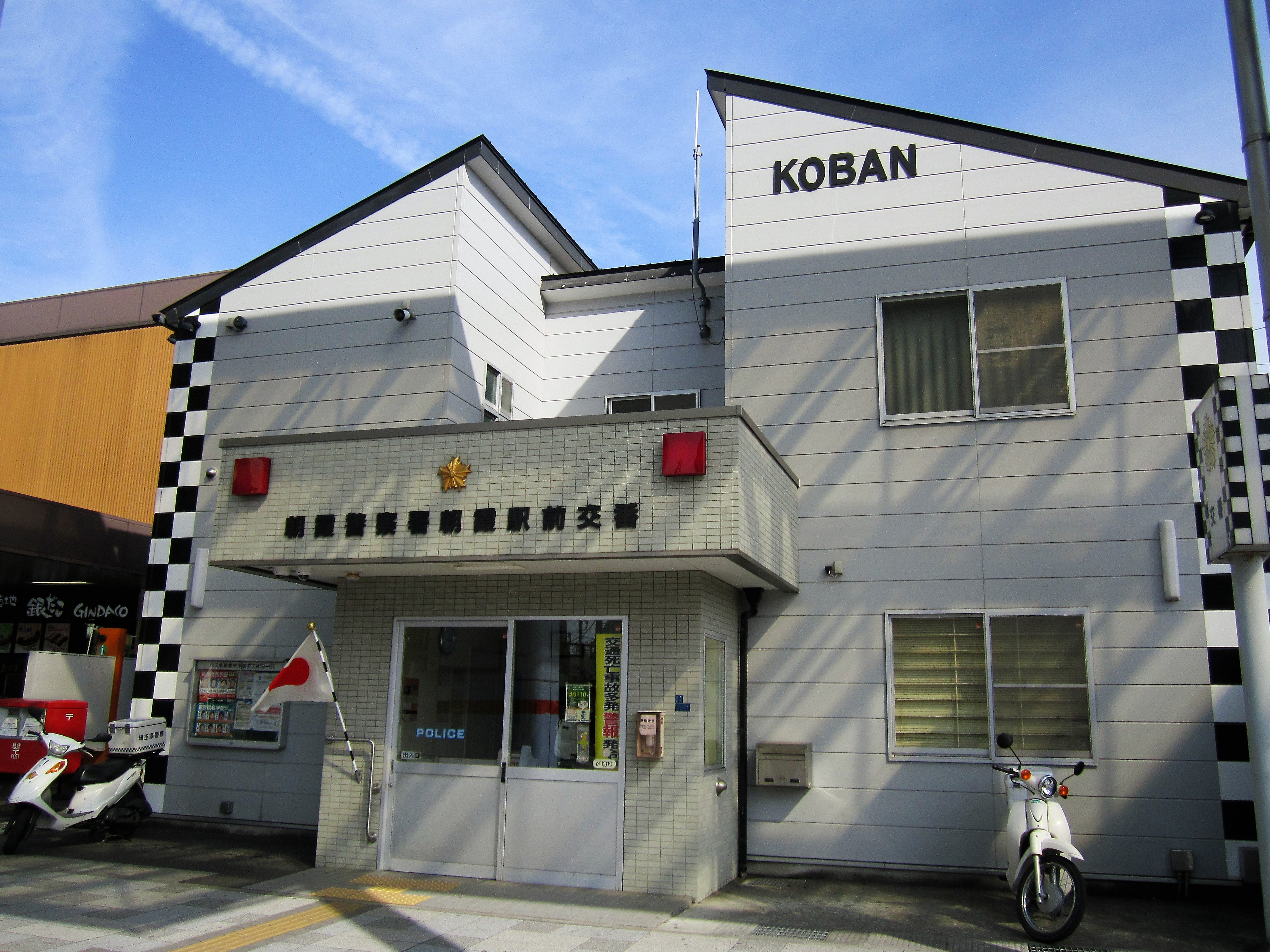
朝霞駅前交番
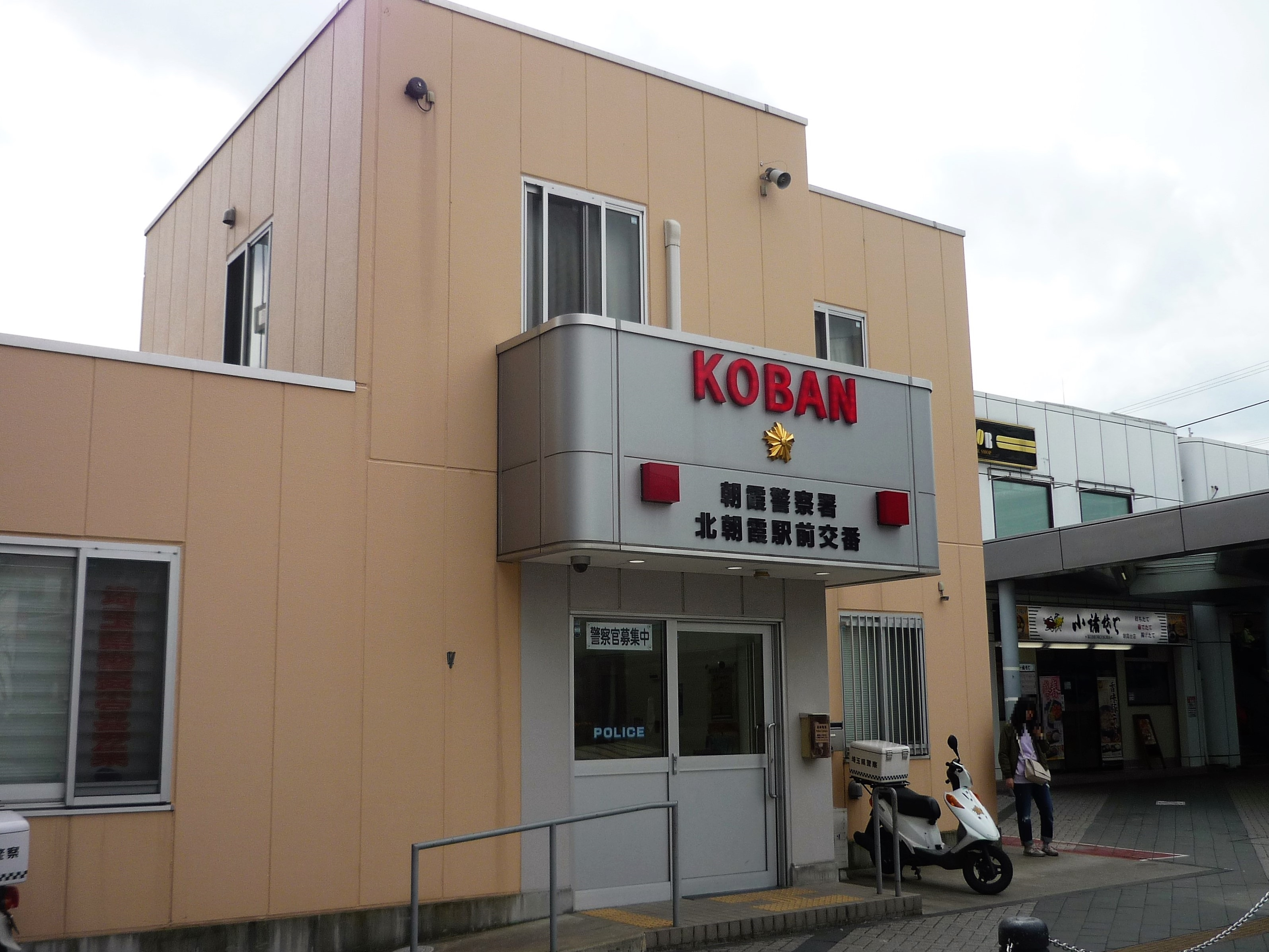
北朝霞駅前交番

### 志木市
- 志木駅東口交番（本町五丁目26番3号）
- いろは橋交番（中宗岡一丁目3番43号）
- 柳瀬川駅前交番（館二丁目5番3号）

なお、志木駅南口交番は、新座市に所在するため新座警察署が管轄している。

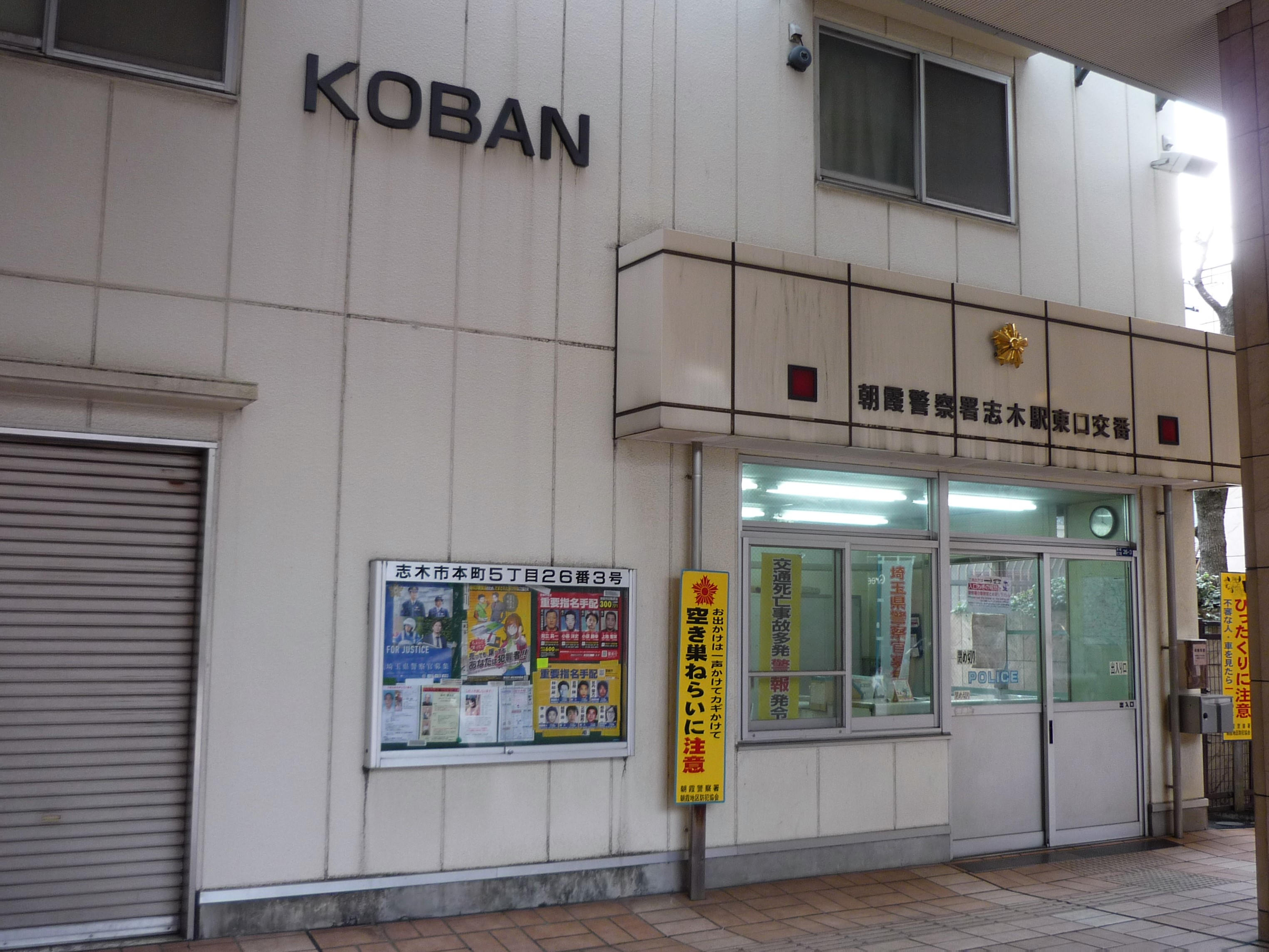
志木駅東口交番
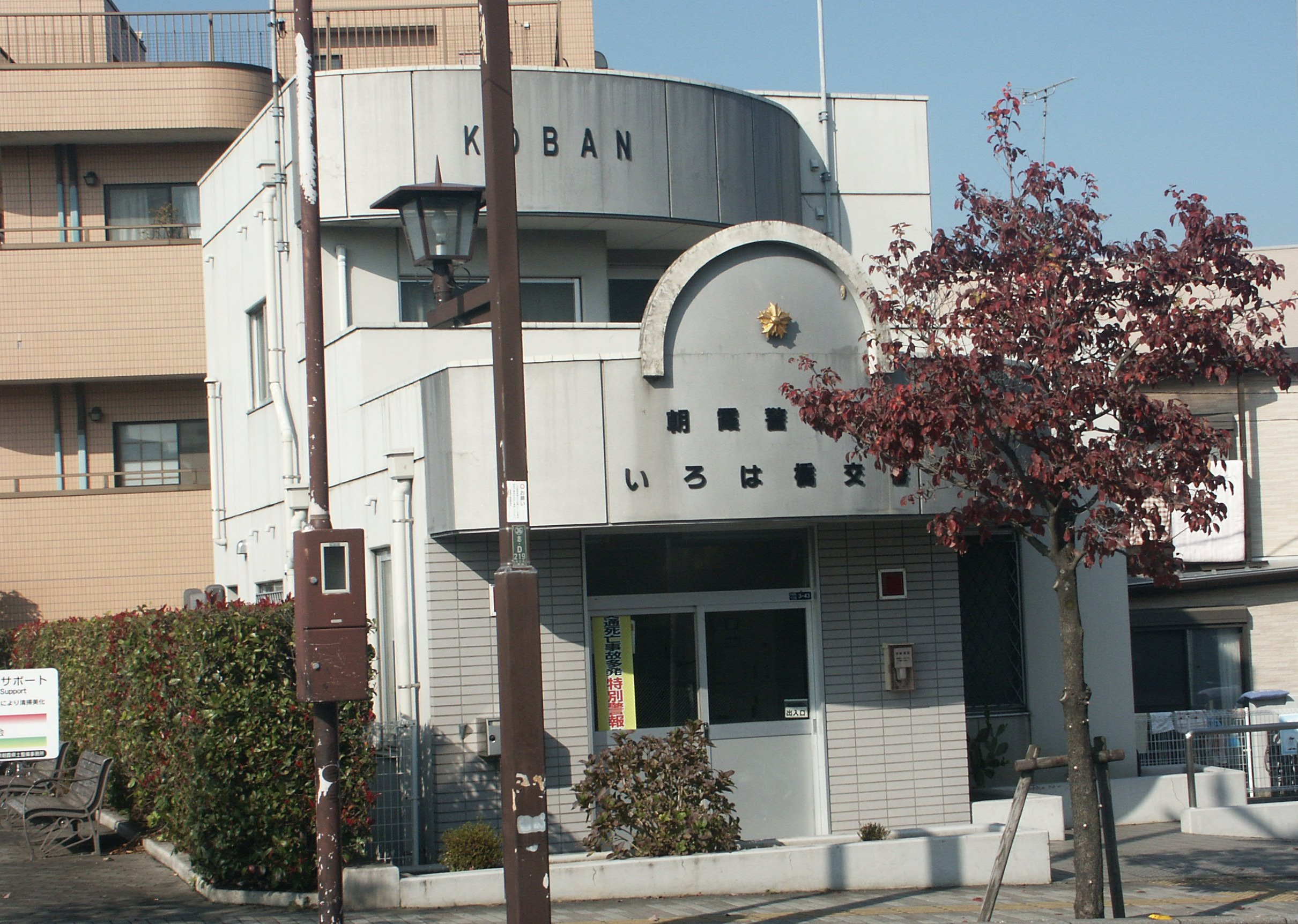
いろは橋交番
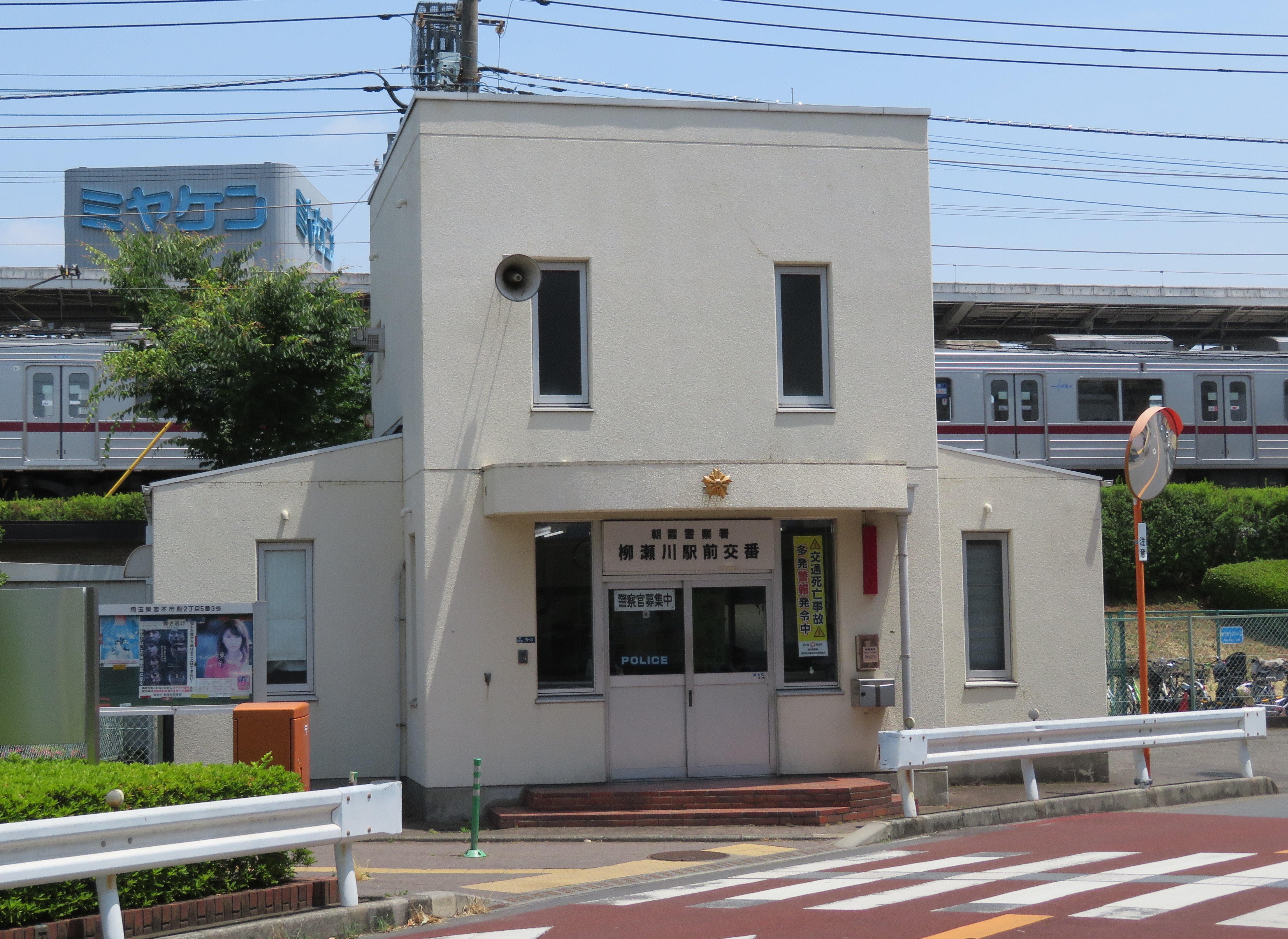
柳瀬川駅前交番

### 和光市
- 和光交番（白子二丁目23番13号）（東京都との境界に近い位置にある）
- 和光市駅前交番（本町3番8号）
- 新倉交番（新倉三丁目12番1号）

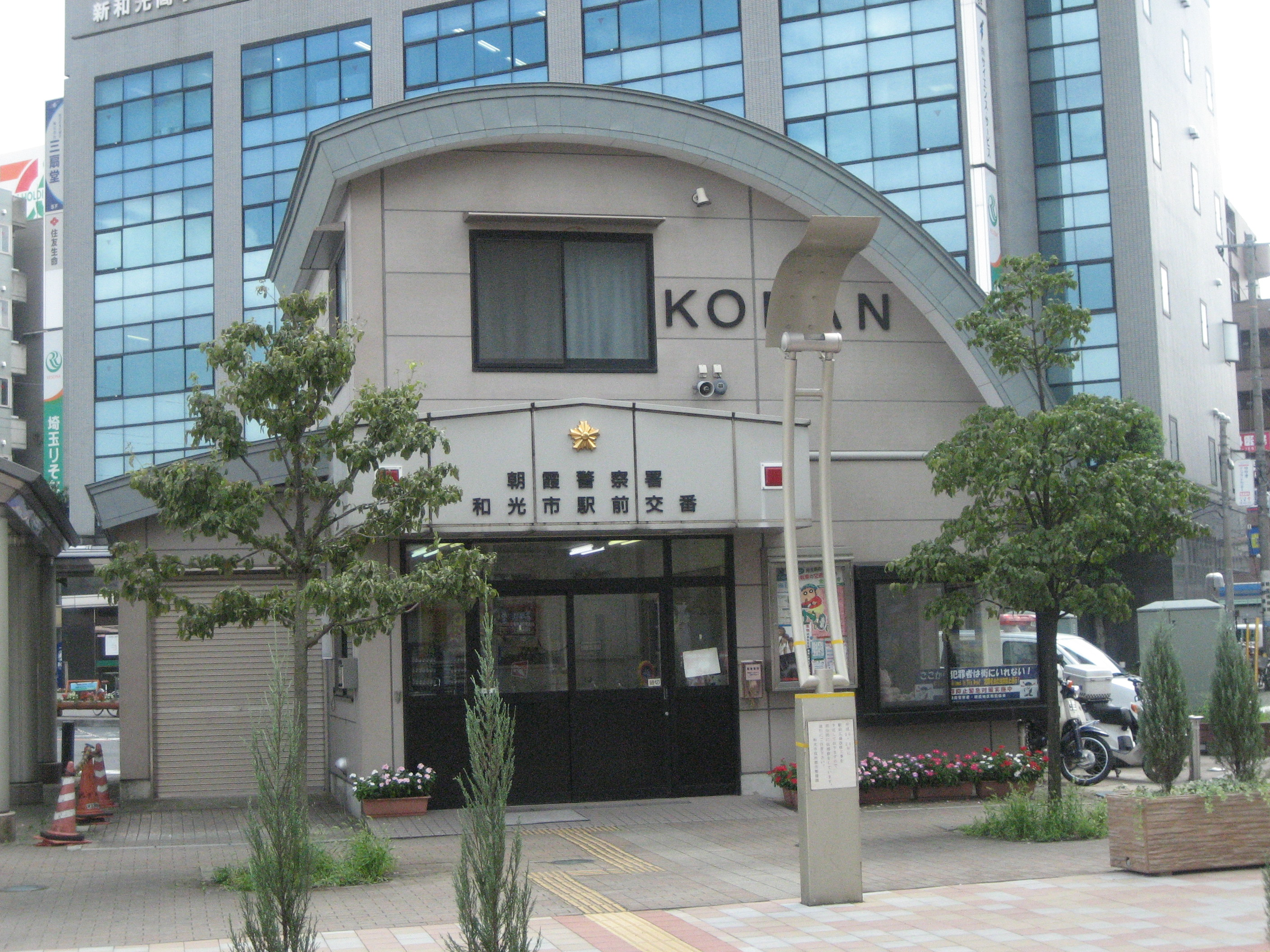
和光市駅前交番

## 過去に設置されていた交番
朝霞市

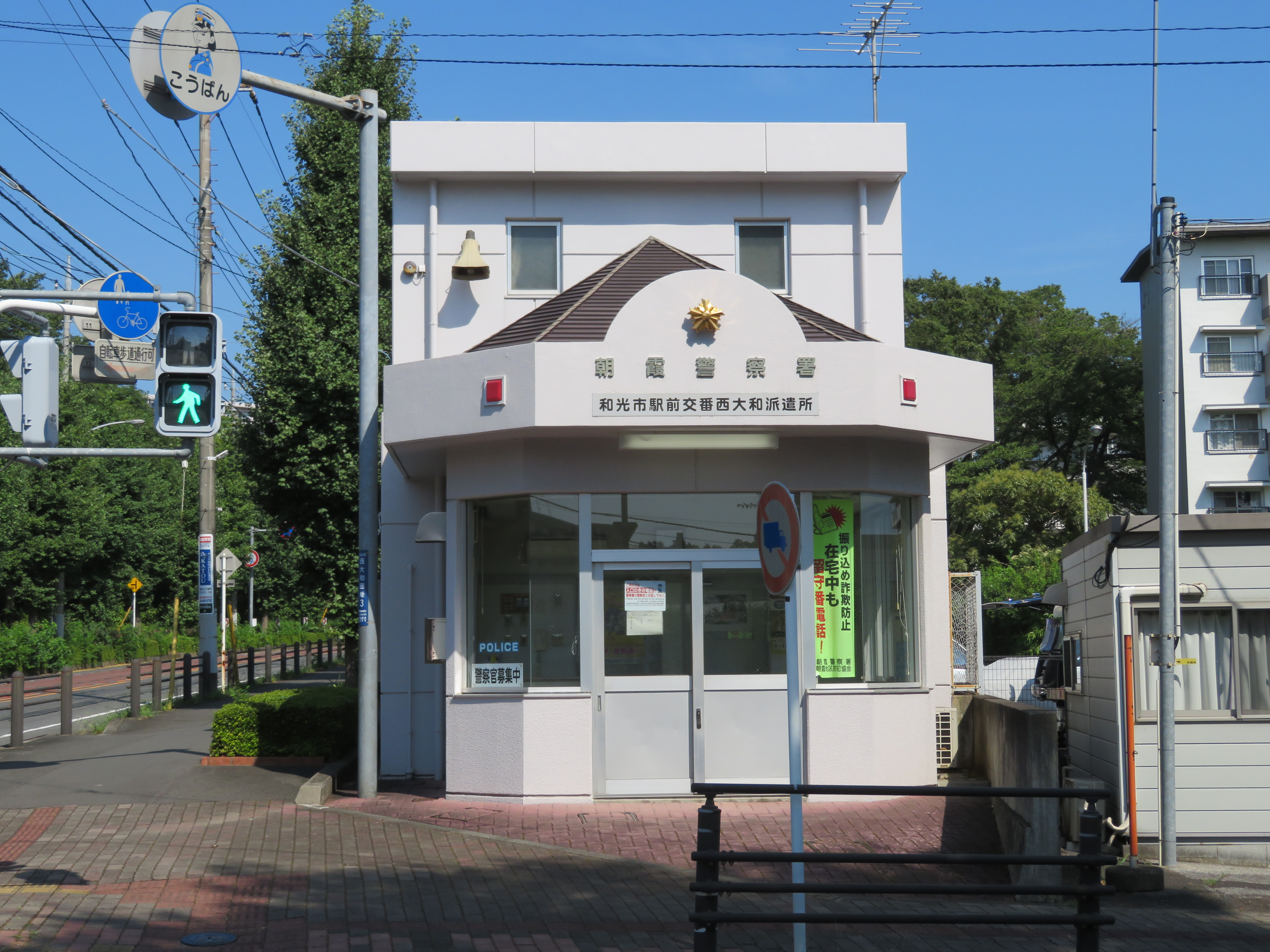
和光市駅前交番西大和派遣所

- 宮戸交番（2005年3月1日廃止） - 旧・宮戸防犯パトロールステーション（施設に接していた道路の拡幅に伴い、現在[いつ?]は廃止されている。）

和光市
- 西大和交番 - 現・和光市駅前交番西大和派遣所。

## 沿革
元々朝霞警察署管内は、国家地方警察埼玉県浦和地区警察署の管轄であったが、第二次世界大戦後、帝国陸軍被服廠跡地（現在の朝霞駐屯地）にキャンプ・ドレイクとしてアメリカ軍が進駐。以後、「埼玉の上海」と呼ばれるほど治安の悪化が顕著となったため、浦和地区警察署朝霞分署として開設された。
- 1947年 - 開設。当時は朝霞町（現・朝霞市）、大和町（現・和光市）、新座町（現・新座市）、三芳村（現・三芳町）を管轄。
- 1954年7月1日 - （新）警察法施行により、埼玉県朝霞警察署に改称。
- 1955年1月1日 - 北足立郡志木町、宗岡村（いずれも現・志木市）、内間木村（朝霞市に合併）、水谷村（富士見市に合併）が、新たな管轄地区として浦和警察署より移管される。
- 1956年10月1日 - 富士見市発足に伴い、合併消滅した旧・水谷村が管轄地区から分離し、川越警察署の管轄となる。
- 1965年 - 旧庁舎にて業務開始。
- 1965年6月1日 - 新座巡査部長派出所を新座幹部派出所に改称。
- 1970年4月1日 - 新座幹部派出所を新座派出所に改称。
- 1971年4月1日 - 新座団地派出所を設置。
- 1972年 - 東入間警察署開設に伴い、三芳町が管轄地域から分離。
- 1975年3月18日 - 新座幹部派出所を設置。
- 1978年 - 業務拡大に伴い、庁舎を増築。
- 1981年6月1日 - 栄派出所を設置（現在の新座警察署栄交番）。
- 1983年2月1日 - 志木駅南口派出所を設置。
- 1984年11月1日 - 新座警察署開設に伴い、新座市が管轄地域から分離。
- 2019年8月19日 - 警察署建物の老朽化・狭隘化に伴い、朝霞市幸町2丁目から税務大学校関東信越研修所跡地（朝霞市栄町5丁目）に移転[1]。

## 備考
- 歌手の本田美奈子.（かつて朝霞市に在住）が一日警察署長に任命されたことがある[4]。本田の死後、2009年12月10日には、彼女の母親が一日署長を勤め、親子2代で朝霞署の一日署長となった。